# Volavka západní
Volavka západní (Egretta gularis) je středně velký druh z čeledi volavkovitých. Vyskytuje se v Africe, částech Asie a v jižní Evropě.

## Výskyt
Volavka západní se vyskytuje hlavně v západní Africe, u Rudého moře a od Perského zálivu až po Indii. Ve Španělsku hnízdí malý počet těchto volavek.

## Chování

### Potrava
Jejich potravu tvoří ryby, korýši a měkkýši, v okolí zálivů se živí především zástupci podčeledi lezcovitých.

### Rozmnožování
Běžně snáší 3–4 světle modrá vajíčka. Pár se střídá v jejich inkubaci. Bíle zbarvená mláďata s šedými skvrnami se obvykle vylíhnou po 23 až 24 dnech. Občas umírají po pádu z hnízda, které si volavky západní staví většinou ve výšce 5 až 15 metrů.